# Pachypanchax arnoulti
Pachypanchax arnoulti är en fiskart som beskrevs av Paul V. Loiselle 2006. Pachypanchax arnoulti ingår i släktet Pachypanchax och familjen Aplocheilidae. Inga underarter finns listade i Catalogue of Life.